# Engenharia geológica
A engenharia geológica  é outra denominação possível para o curso de Geologia. Em todo o caso, existe a possibilidade do Plano Pedagógico dos cursos de Engenharia Geólogica serem formatados de acordo com as Diretrizes Curriculares Nacionais do Curso de Graduação em Engenharia.
O curso integra a área das Ciências Exatas e da Terra possuindo disciplinas básicas das áreas de Matemática, Química, Física, Computação e disciplinas específicas, como Mineralogia, Cristalografia, Petrografia, Sedimentologia, Paleontologia, Estatigrafia, Geomorfologia, Petrologia, Geologia Estrutural, Geoquímica, Geofísica, Hidrogeologia, Geotectônica, Geologia de Engenharia, dentre outras.
Além das atividades em sala de aula, os alunos realizam trabalhos de campo que possibilitam colocar em prática todo conhecimento adquirido nas aulas. Esses trabalhos reproduzem parte da prática necessária para o bom desempenho das atividades da profissão.
“O interessado em ingressar no curso de Engenharia Geológica deve estar disposto a conhecer a história do mundo que lhe cerca e do planeta onde vive. Para tal, é necessário aprimorar o bom senso para a observação e ter disposição para desvendar os vestígios do passado da Terra preservados nas rochas. O que lhe espera são trabalhos para conhecer um mundo novo onde os fatos acontecem muito lentamente, deixando pistas para podermos entender o passado”. Prof. Messias Gilmar de Menezes, ex-aluno do curso de Engenharia Geológica e professor da UFOP.
Áreas de atuação:
O engenheiro geólogo pode atuar em várias áreas, como em pesquisas para fazer mapas geológicos para descrever e classificar a formação das rochas de um terreno; estudar as formações rochosas e determinar suas origens e transformações ao longo dos anos; trabalhar em companhias mineradoras na localização e avaliação de depósitos minerais; fazer análise da viabilidade econômica e técnica da jazida; acompanhar a exploração; procurar jazidas de petróleo no subsolo do mar ou da terra; investigar condições geológicas de terrenos onde serão realizadas construções; na área de recursos hídricos ou hidrogeologia, que analisa lençóis de água subterrâneos, para projetar poços e bombas mais adequados a fim de elaborar sistemas que evitem a poluição das águas, e como docentes, em disciplinas da área de exatas e geociências. Tenho suas atribuições estabelecidas no art. 6º da Lei Federal n..º 4.076/62
Em Portugal, o mais antigo curso de engenharia geológica em funcionamento é leccionado na Faculdade de Ciências e Tecnologia da Universidade Nova de Lisboa.